# Love Story/Di vero in fondo
Love Story/Di vero in fondo è il 15° 45 giri di Patty Pravo, pubblicato nel 1971 dall'etichetta discografica Philips ed estratto dall'album Di vero in fondo.

## Accoglienza
Il disco è il 56° singolo più venduto del 1971 e nello stesso anno raggiunse la 10° massima posizione.

## I brani

### Love Story
Il brano è una cover con testo in italiano di Where Do I Begin? (presente anche nell'omonimo 45 giri di Johnny Dorelli), e fu inciso dall'artista stessa in varie lingue, per il mercato estero. La versione spagnola si intitola Historia de amor, quella francese Une histoire d'amour. La musica fu composta l'anno prima da Francis Lai, per la colonna sonora dell'omonimo film ispirato al romanzo, anch'esso omonimo, scritto da Erich Segal.
Il testo originale è di Carl Sigman mentre quello in italiano di Sergio Bardotti.
La canzone venne suddivisa in due versioni usate come sigle della 21ª edizione del programma radiofonico Gran varietà (la versione di Johnny Dorelli, come sigla di raccordo mentre quella di Patty Pravo (era la cantante tra gli ospiti fissi), come sigla di chiusura). Successivamente, i due cantanti presentarono il brano alla 4ª edizione del programma televisivo Senza rete.

### Di vero in fondo
Di vero in fondo, presente sul lato B del disco, è il brano scritto da Gino Paoli e composto da Ninni Carucci. Il brano fu inciso anche in spagnolo col titolo De verdadero en fondo e in francese col titolo La vérité de l'amour.

## Tracce

### Lato A
1. Love Story (Where Do I Begin?) – 3:35 (testo italiano: Sergio Bardotti – testo originale: Carl Sigman[4] – musica: Francis Lai; edizioni musicali Chappell) – Tema dal film omonimo

### Lato B
1. Di vero in fondo – 3:43 (testo: Gino Paoli – musica: Carmelo Carucci; edizioni musicali Senza Fine)